# Slag bij Blackburn's Ford

Situatie 18 juli.
Zuidelijken
Noordelijken

De Slag bij Blackburn's Ford vond plaats op 18 juli 1861 in Prince William County en Fairfax County, Virginia tijdens de Manassas Campagne van de Amerikaanse Burgeroorlog.
Op 16 juli 1861 vertrok het leger, ongeveer 35.000 soldaten, onder leiding van brigadegeneraal Irvin McDowell uit Washington D.C. om het Zuidelijke leger te bevechten dat zich rond Manassas Junction geconcentreerd had. Na een trage opmars bereikte McDowell Fairfax Court House op 17 juli.Ondertussen zochten zijn verkenners een geschikte oversteek plaats over de Bull Run. Het Zuidelijke leger telde ongeveer 22.000 soldaten en stond onder leiding van P.G.T. Beauregard. Ze hadden de beweging van het Noordelijke leger voorzien. Daarom bewaakten ze zeven doorwaadbare plaatsen langs de Bull Run.
Op 18 juli gaf McDowell het bevel aan brigadegeneraal Daniel Tyler om de Zuidelijke linkerflank te lokaliseren. Hij moest oprukken tot Centreville, de nodige verkenningen uitvoeren en daarna terugkeren om de bevindingen te rapporteren. Toen Tyler constateerde dat Centreville niet door de Zuidelijken bezet was, rukte hij verder op richting Mitchell’s Ford en Blackburn’s Ford, waar hij rond 11.00 uur aankwam. Tyler keek door zijn verrekijker in zuidelijke richting naar de andere kant van de rivier. De brigade van generaal James Longstreet was aan het zicht onttrokken voor Tyler. De batterijen van de Alexandria en Washington artillerie waren wel zichtbaar. Tyler gaf de opdracht aan kapitein Romeyn B Ayres om de vijandelijke batterijen te bestoken met zijn houwitsers. Dit bombardement had weinig effect. Kolonel Israel B. Richardson kreeg het bevel om met een deel van zijn brigade op te rukken en de rivier over te steken.
Richardson ontmoette tegenstand van de 1ste, 11de en 17de Virginia Infantry regiments van Longstreet’s brigade. Tyler gaf het bevel aan Ayres om zijn artillerie naar voor te schuiven ter ondersteuning van de aanval. Ook werd de rest van Richardson’s brigade, samen met cavalerie, naar voor gestuurd. Toen de 12de New York Infantry brak door het zware geweervuur, brak er paniek uit in de Noordelijke aanvalslinie.
Kolonel Jubal A. Early arriveerde met zijn brigade op het strijdtoneel. Hij had 4 km gemarcheerd nadat hij van Beauregard’s hoofdkwartier was vertrokken. Deze versterking vervolledigde de Zuidelijke overwinning. De versterkte Washington Artillery hield de terugtrekkende Noordelijke troepen onder vuur.
Deze mislukte verkenning bij Blackburn’s Ford gaf de aanleiding tot de beslissing van McDowell. Hij achtte de Zuidelijke stellingen te sterk om frontaal aan te vallen. Hij besliste om de Zuidelijke linkerflank te flankeren. Dit zou hij toepassen in de Eerste Slag bij Bull Run op 21 juli.